# Người Karo
Người Karo là những người thuộc 'tanah Karo' (vùng Karo) của Bắc Sumatra và một phần nhỏ của Aceh lân cận. Các vùng Karo bao gồm huyện Karo, cộng với các khu vực lân cận ở các huyện Đông Aceh, Langkat, Dairi, Simalungun và Deli Serdang .
Ngoài ra, các thành phố Binjai và Medan, đều giáp Deli Serdang, chứa các quần thể Karo đáng kể, đặc biệt là ở khu vực Padang Bulan của Medan. Thị trấn Sibolangit, Deli Serdang ở chân đồi trên đường từ Medan đến Berastagi cũng là một thị trấn Karo đáng kể.
Người Karo nói tiếng Batak Karo là ngôn ngữ thuộc nhóm ngôn ngữ Tây bắc Sumatra của ngữ tộc Malay-Polynesia thuộc ngữ hệ Austronesia.